# Маргарет Драбъл
Дейм Маргарет Драбъл (на английски: Margaret Drabble) е английска писателка, авторка на произведения в жанровете съвременен роман, драма и биография, литературен критик и редактор. Сестра е на писателката Антония Сюзън Байът.

## Биография и творчество
Маргарет Драбъл е родена на 5 юни 1939 г. в Шефилд, Йоркшир, Англия, в семейството на съдията Джон Драбъл и Катлийн Блоър. Завършва гимназия „Моунт“ в Йорк. Печели стипендия и завършва с отличие бакалавърска степен в „Нюнам Колидж“ към Оксфордския университет.
През юни 1960 г. се омъжва за актьора от Кралската Шекспирова трупа Клайв Уолтър Суифт. Имат две деца – Адам Джордж, Ребека Маргарет и Джоузеф Суифт. Развеждат се през 1975 г. През 1982 г. се омъжва за писателя-биограф Майкъл Холройд.
Започва да пише сред завършване на университета. Първият ѝ роман „Клетка на лятна птица“ е публикуван през 1963 г.
Повечето от нейните романи описват историите на млади жени през ’60-те и ’70-те на 20 век в типична английска атмосфера и умело модулирани вариации по темата за развитието на момичето към зрялостта чрез преживяванията на любов, брак и майчинство. Те са поставени в условия на напрежение и стрес, които са необходими необходими за тяхното морално израстване. Сред известните ѝ романи са „Сезон в Гарик“ (1964), „Воденичният камък“ (1965), „През иглено ухо“ (1972), „Царствата на златото“ (1975), „Средна възраст“ (1980) и „Морската дама“ (2006).
Авторка е на биографиични книги за Томас Харди, Арнолд Бенет, и др.
През 1980 г. е удостоена с отличието Командор на Ордена на Британската империя, а през 2008 г. със званието „дейм“. Удостоена е с титлата „доктор хонорис кауза“ от Университета на Манчестър (1987), Университета на Кийл (1988), Университета на Брадфорд (1988), Политехническия университет в Шефилд (1989), Университета на Хъл (1992), Университета на Източна Англия (1994), Университета на Йорк (1995) и Университета на Кеймбридж (2005). през 2011 г. получава наградата Златен ПЕН за цялостно творчество в литературата.
Редактор е на Оксфордската компания за английска литература.
Маргарет Драбъл живее със семейството си в Лондон и Съмърсет.

## Произведения

### Самостоятелни романи
- A Summer Bird Cage (1962)
- The Garrick Year (1964)
Сезон в „Гарик“, изд.: ИК „Слово“, В.Търново (1993), прев. Емилия Георгиева
- The Millstone (1965) – издаден и като „Thank You All Very Much“
Воденичният камък, изд.: „Народна култура“, София (1974), прев.
- Jerusalem the Golden (1967) – награда „Джеймс Тайт Блек“
- The Waterfall (1969)
- The Needle's Eye (1972)
През иглено ухо, изд. „Христо Ботев“ (1994), прев. Каталина Събева
- London Consequences (1972) – с В. С. Джонсън
- The Realms of Gold (1975)
Царствата на златото, изд.: „Хр. Г. Данов“, Пловдив (1979), прев. Аглика Маркова
- The Ice Age (1977)
- The Middle Ground (1980)
Средна възраст, изд.: „Народна култура“, София (1983), прев. Людмила Харманджиева
- The Witch of Exmoor (1996)
- The Peppered Moth (2000)
- The Seven Sisters (2002)
- The Red Queen (2004)
- The Sea Lady (2006)
Морската дама, изд.: „Оксиарт“, София (2009), прев.
- The Pure Gold Baby (2012)
- The Dark Flood Rises (2016)

### Серия „Светлинен път“ (Radiant Way)
1. The Radiant Way (1987)
2. A Natural Curiosity (1989)
3. The Gates of Ivory (1991)

### Разкази
- Crossing the Alps
През Алпите, в „Разкази от Британските острови“ (1986), прев. Вячеслав Благоев

### Сборници
- A Day in the Life of a Smiling Woman (2011)

### Документалистика
- Arnold Bennett (1974)
- For Queen and Country (1978)
- A Writer's Britain (1979)
- The Oxford Companion to English Literature (1985)
- Safe As Houses (1990)
- Angus Wilson (1995)
- The Concise Oxford Companion to English Literature (1996) – с Джени Стрингър
- The Pattern in the Carpet (2009)
- David Hockney (2012)

### Екранизации
- 1964 It's a Woman's World – ТВ сериал, 1 епизод
- 1968 One Pair of Eyes – документален телевизионен сериал, 1 епизод
- 1968 Айседора – диалог
- 1969 A Touch of Love – по романа „The Millstone“
- 1980 The Waterfall – ТВ сериал, 4 епизода